# Luigi Fantappiè
Luigi Fantappiè (Viterbo, 15 settembre 1901 – Viterbo, 28 luglio 1956) è stato un matematico italiano.

## Biografia

Luigi Fantappiè nel 1932

Laureatosi in matematica alla Scuola Normale Superiore di Pisa nel 1922, insegnò in varie università italiane fino al 1934, anno in cui si trasferì a San Paolo del Brasile per costituire l'Istituto di Matematica della locale università. Nel 1940 tornò in Italia come docente all'Istituto Nazionale di Alta Matematica, a Roma, rimanendo tale fino alla morte prematura.
Dal 1954 fu socio nazionale dell'Accademia Nazionale dei Lincei. Nel 1955 fu insignito della medaglia d'oro dei Benemeriti della cultura.
Il 22 maggio 1946, a Roma, nella Chiesa della Navicella, aveva sposato la viterbese Maria Quadrani. Non ebbero figli.
Morì all'età di 55 anni, colpito da una trombosi. La sua tomba si trova a Bagnaia, frazione di Viterbo.
A lui sono intitolate una via di Bagnaia e una scuola secondaria di I grado a Viterbo.
Fra i suoi allievi, Giuseppe Arcidiacono, che ne ha continuato l'opera.

## Contributi
In ambito prettamente matematico, Fantappiè è ricordato soprattutto come il fondatore della teoria dei funzionali analitici, a cui si dedicò fin dagli studi universitari a Pisa. Successivamente si rivolse alle applicazioni in fisica e biologia.
Nel 1942 elaborò una "teoria unitaria del mondo fisico e biologico", dove tra l'altro introdusse il concetto di sintropia, formalmente equivalente a quello di informazione elaborato per la prima volta da Ralph Hartley nel 1928 e a quello di negentropia (o entropia negativa) proposto da Erwin Schrödinger nel 1943. La teoria unitaria proposta da Fantappiè è basata sull'idea che le soluzioni progressive e regressive dell'equazione delle onde rappresentino processi entropici e "sintropici": precisamente, le soluzioni che procedono in avanti nel tempo darebbero origine ai comuni fenomeni fisici in cui l'entropia aumenta, mentre le soluzioni che procedono indietro nel tempo darebbero origine all'organizzazione in opposizione all'aumento del disordine. Il concetto di negentropia, analogalmente a quello di sintropia, è stato affrontato da alcuni scienziati russi sulle basi degli esperimenti condotti da Nikolaj Kozyrev nonché sulla sua teoria dei flussi di densità di tempo.
In seguito, i suoi studi e le sue ricerche riguardarono propriamente la teoria della relatività di Albert Einstein e su alcune sue possibili ulteriori formulazioni e perfezionamenti matematici. Nel 1952 elaborò una teoria degli universi fisici basata sulla teoria dei gruppi. In questo ambito, nel 1954, con il suo scritto Su una nuova teoria di "relatività finale", Fantappiè propose una possibile estensione, su scala cosmica, della relatività ristretta.

## Opere
- I funzionali analitici, Città di Castello, Società anonima tipografica, 1930, SBN UBO3587754.
- Integrazione con quadrature dei sistemi a derivate parziali lineari e a coefficienti costanti in due variabili, mediante il calcolo degli operatori lineari, Palermo, Tipografia Matematica, 1933, SBN UBO3588584.
- Principi di una teoria unitaria del mondo fisico e biologico, Roma, Humanitas nova, 1944, SBN IEI0068213.
- Unione matematica italiana (a cura di), Opere scelte, col contributo del Consiglio nazionale delle ricerche, Bologna, Unione Matematica Italiana, 1973, SBN PUV0258148.
- Conferenze scelte, Roma, Di Renzo, 1991, SBN RML0011999.
- Sui fondamenti gruppali della fisica, Bologna, Andromeda, 1995, SBN RMS0130817.
- Che cos'è la sintropia: principi di una teoria unitaria del mondo fisico e biologico e conferenze scelte, Roma, Di Renzo, 2011, ISBN 978-88-8323-258-9.